# Acrylamide
Acrylamide is een organische verbinding met als brutoformule C3H5NO. De systematische naam is 2-propeenamide. De stof komt voor als een witte, reukloze kristallijne vaste stof. Acrylamide is goed oplosbaar in water, ethanol, ether en chloroform. Het wordt voornamelijk gebruikt in de bereiding van polyacrylamide, die veel gebruikt worden als wateroplosbare verdikkingsmiddelen. Dat betekent het gebruik in de behandeling van afvalwater, gel-elektroforese, papiermaken, ertsbewerking en de fabricage van kreukvrije stoffen. Een deel van de acrylamide wordt gebruikt in de productie van verfstoffen of andere monomeren.

## Synthese
Acrylamide ontstaat door de hydratatie van acrylnitril met behulp van een koper-katalysator. De omzetting kan ook biochemisch door gebruik te maken van een enzym, zoals nitrilhydratase, geproduceerd door een micro-organisme.

## Toxicologie en veiligheid
Er zijn aanwijzingen dat hoge doses acrylamide beschadiging kunnen veroorzaken van de mannelijke reproductie-organen. Directe blootstelling aan pure acrylamide door inademen, absorptie door de huid of in de ogen leidt tot irritatie. Ook de slijmvliezen, bijvoorbeeld in de neus, kunnen geïrriteerd worden door contact. Daarnaast kunnen zweten, urineverlies, misselijkheid, spraakverstoring, dufheid, paresthesie (tintelingen) en sufheid in armen en benen optreden.
Acrylamide is als monomeer een sterk neurotoxine. Acrylamide reageert met zuren, basen, oxidatoren, ijzer en zouten van ijzer. Het ontleedt niet-thermisch onder vorming van dimethylamine. Thermische ontleding leidt tot vorming van koolstofmonoxide, koolstofdioxide en stikstofoxiden.

## Acrylamide in voeding
Acrylamide ontstaat bij het verhitten van producten zoals het bakken van friet, brood, vlees, en zit in koffie.
Acrylamide ontstaat in koffie bij het roosteren van de bonen, niet bij het malen of zetten.
Door reactie van reducerende suikers met eiwitten bij hoge temperatuur tijdens de Maillard-reactie wordt uit het aminozuur asparagine het acrylamide gevormd.
In 2002 werd ontdekt dat deze stof ook in voeding voorkomt. Voor 2002 werd aangenomen dat mensen alleen in bepaalde beroepen werden blootgesteld aan acrylamide. De stof komt veel voor in friet en aardappelchips, maar ook in ontbijtkoeken en koffie. Het is nog niet bekend in welke hoeveelheden de stof schadelijk is.
Volgens Profri (de Nederlandse vereniging professionele frituurders) is er geen verband gesteld tussen de frietkleur en het acrylamidegehalte maar aangenomen wordt dat het helpt de aardappelen en friet niet te bruin, maar goudgeel te bakken. Dit kan gebeuren door niet boven 175°C te frituren en mag de friet niet te lang worden gebakken; acrylamide wordt namelijk gevormd bij temperaturen vanaf 120°C, maar vooral boven 170-180°C in grotere hoeveelheden. Frieten die bij 170°C worden gebakken bevatten ongeveer 526 ppb acrylamide. Indien ze bij 190°C worden gebakken bevatten ze 708 ppb acrylamide. Dat impliceert dat de hoeveelheid acrylamide die gevormd wordt, stijgt met de baktemperatuur. Vooruitlopend op de Europese normstelling heeft laboratorium Eurofins in Hamburg een onderzoek laten verrichten waaruit bleek dat voorgebakken friet uit cafetaria 260 microgram acrylamide bevatte. In verse friet zat 160 microgram en in diepvriesfriet uit de supermarkt 280 microgram. Dunne friet uit fastfoodrestaurants bevat 460 microgram. Op de dunne friet na zitten de gehalten ver onder de Europese norm van 500. 
Ook het aanpassen van de ingrediënten kan verbetering brengen, bijvoorbeeld het overstappen van ammoniumbicarbonaat op natriumbicarbonaat in bakpoeder. Het industriële gebruik van glucosestroop in plaats van tafelsuiker (sucrose) als ingrediënt van speculaas bij het bakproces lijkt een verhoging van het acrylamide-gehalte tot gevolg te hebben.
Uit recent wetenschappelijk onderzoek is gebleken dat het verhitten van voedsel in een microgolfoven meer acrylamidevorming geeft dan bij frituren.

## Enkele maximale normwaarden[6]
- Babyvoeding: 40 μg/kg
- Koek: 350 μg/kg
- Koffie: 400 μg/kg
- Chips: 750 μg/kg

## Relaties met kanker

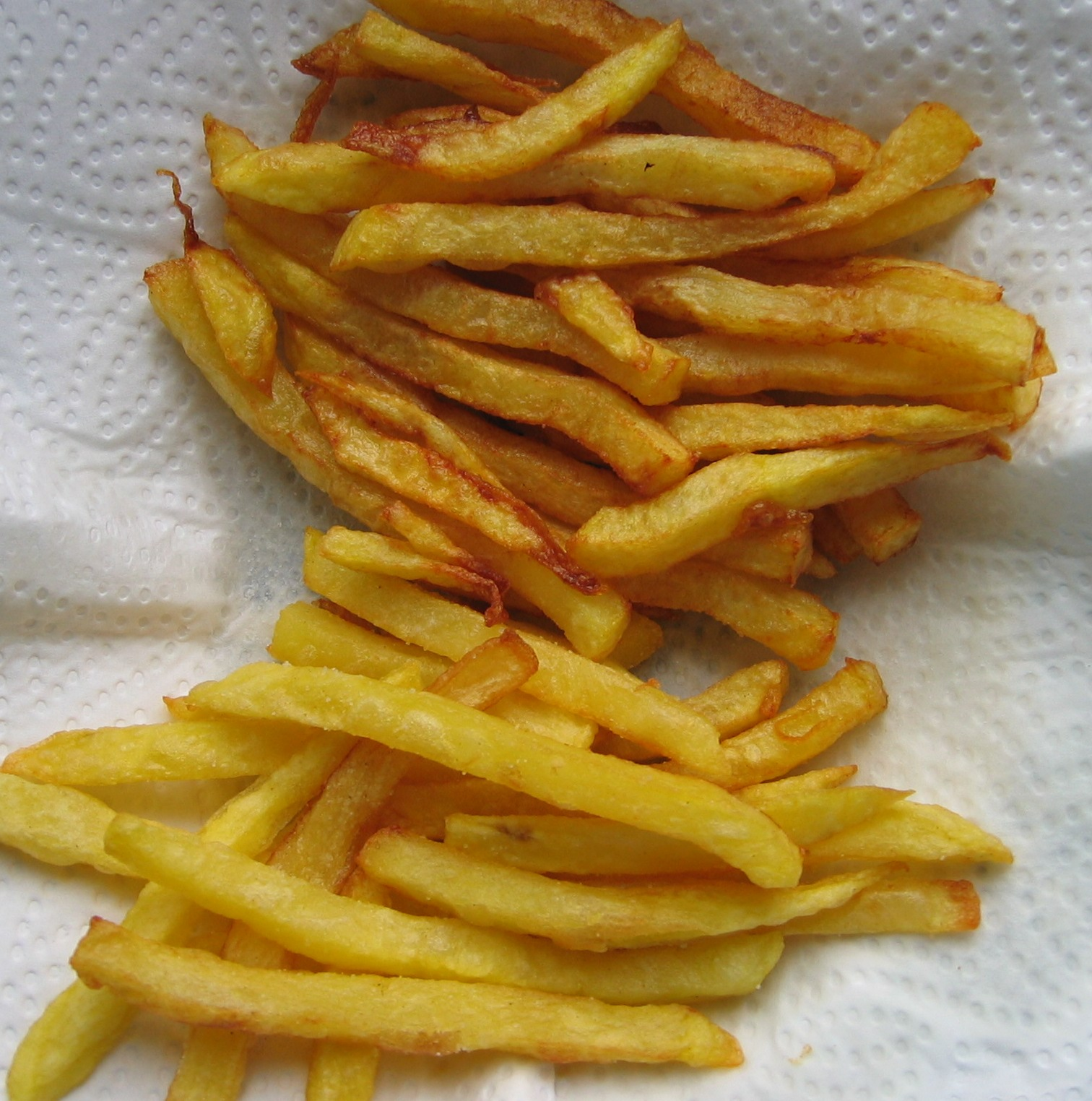
Te heet gebakken (bruin verkleurde) friet

Acrylamide is bij proefdieren kankerverwekkend gebleken. In 2005 werd in een samenwerkingsverband tussen de Harvard School of Public Health en het Zweedse Karolinska Institutet het verband tussen borstkanker en blootstelling aan acrylamide onderzocht. Een relatie kon niet worden aangetoond.
De carcinogeniciteit bij mensen is inmiddels wel wetenschappelijk aangetoond. Nederlandse onderzoekers vonden een verhoging van het risico op baarmoeder- en eierstokkanker.
De Europese Autoriteit voor voedselveiligheid (EFSA) heeft in 2005 een verklaring doen uitgaan dat acrylamide zowel carcinogeen als mutageen is.